# Люм'єр і компанія
«Люм'єр і компанія» (фр. Lumière et compagnie) — колективний документальний фільм, знятий в 1995 році групою з сорока режисерів.

## Сюжет
У столітній ювілей кіно стартував проєкт «Люм'єр і компанія»: сорока режисерам зі світовими іменами запропонували зняти кіноролики, використовуючи камеру братів Люм'єр. Головна умова: кіноролик повинен тривати не більше 50 секунд — часу демонстрації першого в світі фільму.

## Режисери
- Тео Ангелопулос
- Вісенте Аранда
- Джон Бурмен
- Юсеф Шахін
- Ален Корно
- Коста-Гаврас
- Раймон Депардон
- Франсіс Жиро
- Пітер Гріневей
- Лассе Галльстрем
- Г'ю Гадсон
- Гастон Каборе
- Аббас Кіаростамі
- Седрік Клапіш
- Андрій Кончаловський
- Спайк Лі
- Клод Лелуш
- Бігас Луна
- Сара Мун
- Артур Пенн
- Люсьєн Пентільє
- Гельма Сандерс-Брамс
- Джеррі Шацберг
- Надін Трентіньян
- Фернандо Труеба
- Лів Ульман
- Жако ван Дормель
- Режис Варньє
- Вім Вендерс
- Йосіда Йосісіге
- Чжан Їмоу
- Мерзак Аллуаш
- Габріель Аксель
- Міхаель Ганеке
- Джеймс Айворі
- Патріс Леконт
- Девід Лінч
- Ісмаїл Мерчант
- Клод Міллер
- Ідрісса Уедраого
- Жак Ріветт